# Bernard von Zierotin
Bernard von Zierotin (zm. 1655). Pan na Tułowicach (Herrschaft Tillowitz), syn Marianny młodszej córki Balthasara Pückler von Groditz i zarazem siostry Polixeny Promnitz. Zawarł związek małżeński z Anną Cathariną Delwig (Dalwitz) (zm. 1666). Formalnie władał państwem stanowym Niemodlin (Herrschaft Falkenberg) od 1650 r. jednakże jeszcze do 1654 roku toczył spory sądowe ze spadkobiercami Ernsta Posera. Zmarł w roku 1655.